# Temporada 2003 de World Series by Nissan

La Temporada 2003 de Superfund World Series by Nissan es la sexta edición de este campeonato, y la segunda con el nuevo formato donde se disputan 3 categorías diferentes dentro de las World Series que varían su denominación respecto al año anterior, aunque mantienen las mismas normas: la World Series V6, la World Series Lights y el Campeonato de España de Fórmula Junior 1600.

## Calendario
| Circuito                       | Fecha            | Categorías    |
| ------------------------------ | ---------------- | ------------- |
| Circuito del Jarama            | 20 de marzo      | WSV6 y FJ1600 |
| Circuito del Jarama            | 30 de marzo      | WSV6 y FJ1600 |
| Zolder                         | 26 de abril      | WSV6          |
| Zolder                         | 27 de abril      | WSV6          |
| Circuito de Nevers Magny-Cours | 17 de mayo       | WSV6          |
| Circuito de Nevers Magny-Cours | 18 de mayo       | WSV6          |
| Circuito de Nevers Magny-Cours | 27 de julio*     | WSL           |
| Autódromo de Monza             | 21 de junio      | Todas         |
| Autódromo de Monza             | 22 de junio      | Todas         |
| Lausitzring                    | 19 de julio      | WSV6 y WSL    |
| Lausitzring                    | 20 de julio      | WSV6 y WSL    |
| A1 Ring                        | 20 de septiembre | WSV6 y WSL    |
| A1 Ring                        | 21 de septiembre | WSV6 y WSL    |
| Circuit de Catalunya           | 4 de octubre     | Todas         |
| Circuit de Catalunya           | 5 de octubre     | Todas         |
| Circuito Ricardo Tormo         | 18 de octubre    | Todas         |
| Circuito Ricardo Tormo         | 19 de octubre    | Todas         |
| Circuito de Albacete           | 1 de noviembre   | WSL y FJ1600  |
| Circuito de Albacete           | 2 de diciembre   | WSL y FJ1600  |
| Circuito del Jarama            | 29 de noviembre  | Todas         |
| Circuito del Jarama            | 30 de noviembre  | Todas         |

## Campeonatos

### World Series V6
| Pos. | Piloto                | Escudería              | Puntos |
| ---- | --------------------- | ---------------------- | ------ |
| 1    | Franck Montagny       | Gabord Competición     | 241    |
| 2    | Heikki Kovalainen     | Gabord Competición     | 131    |
| 3    | Bas Leinders          | Racing Engineering     | 128    |
| 4    | Narain Karthikeyan    | Tata Carlin Motorsport | 121    |
| 5    | Jean Cristophe Ravier | Epsilon Euskadi        | 116    |

### World Series Lights
| Pos. | Piloto            | Escudería            | Puntos |
| ---- | ----------------- | -------------------- | ------ |
| 1    | Juan Cruz Álvarez | Meycom - Reyco       | 222    |
| 2    | Julien Vidot      | Epsilon by Graff     | 170    |
| 3    | Milos Pavlovic    | Epsilon by Graff     | 143    |
| 4    | Adrián Vallés     | Escuela Lois Circuit | 126    |
| 5    | Celso Míguez      | Meycom - Reyco       | 112    |

### Campeonato de España de Fórmula Junior 1600
| Pos. | Piloto                | Escudería                       | Puntos |
| ---- | --------------------- | ------------------------------- | ------ |
| 1    | Juan Antonio del Pino | G-TEC                           | 191    |
| 2    | Cristian Cano         | RACC Motorsport                 | 115    |
| 3    | Roldán Rodríguez      | Porfesa Competición             | 112    |
| 4    | Giacomo Ricci         | Cibiemme Team                   | 106    |
| 5    | Carlos Álvarez        | Repsol Racing for Spain - Elías | 51     |